# Hamilton Nationals
Die Hamilton Nationals waren ein professionelles Lacrosse-Franchise aus Hamilton in Kanada. Von 2009 bis 2013 waren sie Mitglied der Major League Lacrosse (MLL). Die Nationals sind bis dato das einzige Franchise der MLL aus Kanada.
2009 wurden die Toronto Nationals gegründet. Sie waren das erste kanadisches Team in der MLL. 2011 zogen die Nationals nach Hamilton um.

## Geschichte
Die Nationals wurden 2009 als Teil der Rochester Rattlers gegründet. Es wurden sogar die Spieler aus Rochester nach Toronto zu den neuen Nationals geschickt. Die Teamfarben und der Teamname blieb allerdings in Rochester, falls sich wieder ein Team in Rochester ansiedeln sollte. Im November 2010 zogen die Chicago Machines nach Rochester um und erhielten den Namen und die Teamfarben der Rattlers.
Die Nationals gewannen ihr erstes Heimspiel gegen die Washington Bayhawks in der MLL am 9. Mai 2009 mit 17:16. Ihr erstes Heimspiel gegen die Chicago Machine gewannen sie mit 15:11. Sie qualifizierten sich im ersten Jahr für die Playoffs mit dem besten Angriff und 184 Toren. Sie spielten ihr erstes Playoffspiel gegen die Long Island Lizards und gewannen schließlich mit 14:13 dank Merrick Thompson, der vier Tore erzielte. Im Finale trafen sie auf die Denver Outlaws. Eine Minute vor Spielende stand es 9:9. 45 Sekunden vor Spielende schoss Shawn Williams das Tor und die Nationals gewannen ihre erste Meisterschaft mit 10:9.
Am 3. März 2011 gaben die Toronto Nationals bekannt, dass sie nach Hamilton umziehen würden und sich in "Hamilton Nationals" umbenennen würden. Ebenfalls wurde bekannt gegeben, dass Arrow Express Sports die Nationals komplett übernehmen würde, dass die Nationals ihre Heimspiele im Ron Joyce Stadium auf dem Gelände der McMaster-Universität in Hamilton austragen würden und dass Jody Gage neuer General Manager und Regy Thorpe neuer Cheftrainer werden würden.
Im November 2013 gaben die Nationals bekannt, dass man an der Saison 2014 der Major League Lacrosse nicht teilnehmen werde. Die meisten Spieler wechselten zum neuen Team der Florida Launch. Das Team sollte 2015 in die MLL zurückkehren, dies geschah aber bisher nicht.

## Saisonstatistik
| Jahr               | Gewonnen | Verloren | Reguläre Saison     | Playoffs           |
| ------------------ | -------- | -------- | ------------------- | ------------------ |
| Toronto Nationals  |          |          |                     |                    |
| 2009               | 7        | 5        | Ligazweiter         | Meister            |
| 2010               | 3        | 9        | 6. in der Liga      | -                  |
| Hamilton Nationals |          |          |                     |                    |
| Insgesamt          | 10       | 14       | Siegesquote: 41,7 % | Playoffrekord: 2-0 |